# José Gallardo Moreno
José Gallardo Moreno (f. 1941) fue un artesano, sindicalista y político español.

## Biografía
Artesano zapatero de profesión, durante sus primeros años fue sindicalista y miembro de la Confederación Nacional del Trabajo (CNT). Posteriormente sería uno de los fundadores del Partido Comunista de España (PCE) en Málaga. Llegó a ser vicepresidente de Radio Málaga, en 1931. Tras el estallido de la Guerra civil se unió a las fuerzas republicanas. Pasó a formar parte de la ejecutiva municipal —constituida por partidos del Frente Popular— que gestionó el Ayuntamiento de Málaga. A lo largo de la contienda también fue comisario político, sucesivamente, del batallón «México», la 52.ª Brigada Mixta, y de las divisiones 19.ª y 24.ª.
Detenido por los franquistas tras el final de la guerra, fue condenado a muerte y ejecutado en Málaga el 7 de enero de 1941.